# Hryhorij Kossak

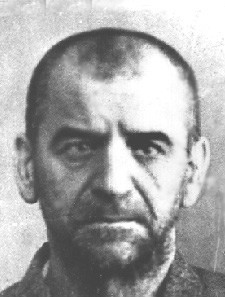
Hryhorij Kossak po aresztowaniu przez NKWD 1939

Hryhorij Kossak, ukr. Григорій Коссак (ur. 7 marca 1882 w Drohobyczu, zm. 3 marca 1939 w Moskwie) – ukraiński oficer, pułkownik UHA.

## Życiorys
Urodził się w rodzinie wielodzietnego kowala Josypa Kossaka herbu Kos, brat Iwana Kossaka. Ukończył gimnazjum w Drohobyczu i seminarium nauczycielskie. Do 1914 pracował jako nauczyciel w Kozowej, Brzeżanach i wsi Jaseniwka (Jasieniówka) koło Drohobycza, był aktywnym członkiem Towarzystwa Sicz i Proswity. Na początku I wojny światowej został zmobilizowany do armii austro-węgierskiej, wkrótce przeniesiony do pomocy przy organizowaniu oddziałów Ukraińskich Strzelców Siczowych.
3 sierpnia 1914 został mianowany majorem i objął stanowisko dowódcy 2 kurenia Legionu Ukraińskich Strzelców Siczowych (USS). Od stycznia do maja 1915 wykonywał obowiązki komendanta pułku USS, a od 22 sierpnia 1915 do 16 marca 1916 dowódcy 1 pułku USS. W latach 1917–1918 dowódca ds. szkolenia USS.
Od 5 do 9 listopada 1918 był dowódcą wojsk Ukraińskiej Armii Halickiej, walczących we Lwowie. 9 listopada 1918 mianowany komandantem Stryjskiego okręgu wojskowego. Od końca 1918 dowodził III Korpusem UHA, następnie służbami logistycznymi.
Od początku 1920 był internowany w obozie w Libercu w Czechosłowacji, następnie przebywał na emigracji w Austrii i na Rusi Zakarpackiej w Czechosłowacji.
W 1924 wyjechał do USRR, wykładał ukrainoznawstwo w Szkole Czerwonych Oficerów w Charkowie.
31 stycznia 1931 wraz z innymi działaczami wojskowymi i politycznymi z lat 1917-1921 (I. Łyzaniwskyj, M. Szrah, Pawło Chrystiuk, Wsewołod Hołubowycz, Wasyl Mazurenko) został aresztowany przez OGPU i oskarżony o działalność w organizacji terrorystycznej Ukraińskie Centrum Narodowe (mistyfikacja OGPU). 7 lutego 1932 skazany na sześć lat łagru. Karę odbywał początkowo na Sołowkach, od końca 1933 w łagrze Mały Irbit na Uralu. Po uwolnieniu w 1937 zamieszkał w Moskwie u córki, uczył języka niemieckiego. 21 lutego 1938 ponownie aresztowany przez NKWD. 2 marca 1939 Kolegium Wojskowe Sądu Najwyższego ZSRR skazało go na karę śmierci, rozstrzelany następnego dnia.